# Calacirya
Calacirya (Nederlands: Kloof van Licht) is een fictieve plaats op Arda uit het werk geschreven door J.R.R. Tolkien.
Zoals in de Silmarillion is te lezen, is dit in Aman de pas die in de bergen van de Pelori werd gemaakt. Dat werd speciaal gedaan voor de Noldor, die toch heel erg verlangden naar de aanblik van de sterren. De naam Calacirya betekent: kloof van licht. Later is in deze pas de groene heuvel Túna opgeworpen.